# 8537 Billochbull
8537 Billochbull este un asteroid din centura principală de asteroizi.

## Descriere
8537 Billochbull este un asteroid din centura principală de asteroizi. A fost descoperit pe 21 martie 1993 la Observatorul La Silla de Claes-Ingvar Lagerkvist. El prezintă o orbită caracterizată de o semiaxă mare de 3,04 ua, o excentricitate de 0,10 și o înclinație de 9,9° în raport cu ecliptica.